# Desa Rowosari (administrativ by i Indonesien, Jawa Tengah, lat -6,88, long 109,57)
Desa Rowosari är en administrativ by i Indonesien.   Den ligger i provinsen Jawa Tengah, i den västra delen av landet, 300 km öster om huvudstaden Jakarta.